# Alessandro Marchetti
Alessandro Marchetti (Cori, Itália, 1884 — Sesto Calende, Itália, Dezembro de 1966) foi um engenheiro e projetista italiano.
Formou-se pela Universidade de Roma em 1908. No ano seguinte constrói seu primeiro avião.
Projetou aquela que seria a espinha dorsal da força de bombardeiros italianos na II Guerra Mundial: o Savoia-Marchetti SM.79 e os de menor sucesso Savoia-Marchetti SM.81, Savoia-Marchetti SM.82 e Savoia-Marchetti SM.84.
Anteriormente concebeu o mítico hidroavião bimotor Savoia-Marchetti S.55 que tornou possível uma série de travessias transatlânticas nos anos 30.
Foi um especialista no uso de materiais não-estratégicos que a Itália poderia utilizar sem recorrer a importações, como o metal. Seus aviões eram concebidos com um inteligente uso de madeira compensada e madeiras de diferentes tipos combinadas em função das características de elasticidade ou rigidez que pretendia alcançar.
A utilização de estruturas metálicas nunca era intensa e estritamente relegada somente a fins estruturais. Só nos últimas aeronaves SM ele utilizou-se de estruturas totalmente metálicas, com resultados muito menos empolgantes.
|  |  |  |